# Голышев, Анатолий Геннадьевич
Анато́лий Генна́дьевич Го́лышев (род. 14 февраля 1995, Пермь) — российский хоккеист, нападающий клуба КХЛ «Автомобилист». Мастер спорта России (2025).

## Биография
Родился в Перми и там же начал заниматься хоккеем. Воспитанник «Молота» (тренеры — Д. Карташов, С. Карташов, В. Щелкунов) и екатеринбургского «Спартаковца» (тренеры — В. Щеглов, В. Тимощенков). На драфте КХЛ 2012 года выбран в 5-м раунде под 139-м номером клубом «Автомобилист».

### Клубная карьера
Сезон 2012/13 провёл в команде МХЛ «Авто». В первом же матче лиги, 2 сентября 2012 года против «Сибирских Снайперов», забил гол и сделал голевую передачу на Михаила Устьянцева.
Всего по итогам регулярного чемпионата форвард набрал 63 очка (23 шайбы и 40 голевых передач) в 54 сыгранных матчах. В плей-офф 2012/13 Голышев сыграл 8 матчей, забил 1 гол и сделал 6 голевых передач.
6 сентября 2013 года в матче с «Северсталью» дебютировал в Континентальной хоккейной лиге за «Автомобилист».
28 октября на 34-й минуте матча против «Нефтехимика» Голышев с передачи Фёдора Малыхина и Андре Дево забросил первую в карьере шайбу в КХЛ, а в третьем периоде той же встречи отдал голевой пас на Василия Стрельцова.
После дебютного сезона в лиге форвард заключил с клубом трехлетний контракт, а в декабре 2015 года продлил соглашение на новых условиях еще на год — до конца сезона 2018/19. В апреле 2019 года подписал новый контракт на четыре года с опцией расторжения через два сезона в случае возможного отъезда в Северную Америку. И этой опцией он воспользовался в марте 2021 года, уехав в «Нью-Йорк Айлендерс». Однако в НХЛ ему сыграть так и не удалось, Голышев провел 15 игр в АХЛ и после этого расторг контракт с «Айлендерс» и вернулся в «Автомобилист».
В июле 2022 года заключил новое двухлетнее соглашение с клубом. После подписания контракта признался в интервью, что остался в команде для того, чтобы помочь ей выиграть Кубок Гагарина.
В КХЛ Голышев выступал только в одном клубе — «Автомобилисте». Лучший бомбардир клуба в эпоху КХЛ. На момент начала сезона 2022/23 на его счету 409 матчей за команду, в которых он забросил 110 шайб и сделал 112 результативных передач, набрав 222 очка.
4 марта 2024 года сделал хет-трик в ворота «Ак Барса» (3:1) в матче первого раунда Кубка Гагарина. Третью шайбу забросил в пустые ворота. Это был первый хет-трик хоккеистов «Автомобилиста» в матчах плей-офф КХЛ. Всего в плей-офф 2024 года набрал 18 очков (9+9) в 16 матчах и стал лучшим бомбардиром Кубка Гагарина.
В 2017 году принял участие в Матче звезд КХЛ.
23 апреля 2025 года стало известно, что Голышев сдал положительный допинг-тест на псевдоэфедрин после одного из матчей регулярного чемпионата КХЛ-2024/25.

### Карьера в сборной
В сезоне 2012/13 выступал за юниорскую сборную России, в составе которой сыграл 4 матча и забил 1 гол на турнире World Junior A Challenge в Канаде. На молодёжном чемпионате мира 2015 стал серебряным призёром.

### Личная жизнь
Супруга Анастасия, мастер спорта по плаванию. Трое сыновей: Дмитрий, Иван и Александр.

## Статистика
| Легенда | Легенда                    | Легенда | Легенда                   | Легенда | Легенда    |
| ------- | -------------------------- | ------- | ------------------------- | ------- | ---------- |
| И       | Количество проведённых игр | Штр     | Штрафное время            | +/−     | Плюс-минус |
| Г       | Голы                       | П       | Голевые передачи          | О       | Очки       |
| -       | Статистика неизвестна      | —       | Статистика не учитывалась |         |            |

### Международная карьера
29 сентября 2016 года принял участие в матче ВХЛ за команду «Спутник» против команды ХК «Саров», главным арбитром которого был его старший брат Антон.